# Roberto Nistri
Roberto Nistri (Roma, 1958) è un ex terrorista italiano, militante prima in Terza Posizione e poi nel gruppo eversivo d'ispirazione neofascista Nuclei Armati Rivoluzionari (NAR).
Arrestato il 28 giugno 1982, è rimasto detenuto continuativamente in carcere fino al dicembre del 1995, quando ha cominciato a usufruire dei primi permessi per il lavoro esterno. Nella seconda metà degli anni 2000 ha ottenuto la liberazione anticipata.

## Biografia

### La militanza in TP
Studente iscritto al liceo scientifico Augusto Righi e figlio di un reduce della Repubblica di Salò, inizia il suo percorso di militanza nel 1971 nelle file del Fronte della Gioventù romano, nel quartiere Flaminio. In quegl'anni comincia a distinguersi all'interno del partito per la sua linea movimentista di critica dell'ortodossia missina e vicinanza ai temi sociali.
La sua svolta personale avviene nel 1977 quando, abbandonato il Fronte della Gioventù, aderisce a Lotta studentesca che, di lì a poco, genererà Terza Posizione. Una scelta motivata con la ripugnanza per l'ambiente missino, «in cui o si faceva del teppismo o della politica come nella D.C.». In TP ritrova il fascismo popolare e sociale che lo aveva sempre affascinato e la possibilità di lavorare fra gli studenti e la gente comune e diventa il vice di Peppe Dimitri nel Nucleo Operativo, una sorta di servizio d'ordine delegato a garantire la sicurezza negli attacchinaggi e nelle manifestazioni, ma anche delegato al compimento delle attività illegali necessarie per finanziare l'intero organismo.
(Fascisteria di Ugo Maria Tassinari)
Il suo primo arresto avviene a Roma, il 14 dicembre 1979. A finire in cella, quel giorno, sono i capi del Nucleo Operativo, Giuseppe Dimitri e Roberto Nistri che, assieme ad Alessandro Montani sono bloccati, dopo una breve sparatoria, da un'auto civetta della Polizia mentre trasportano alcuni scatoloni dal civico 129 di via Alessandria ad un'automobile. Dalla perquisizione allo stabile che ne seguì emerse un vero e proprio arsenale, composto da mitra, pistole, fucili, bombe a mano, esplosivo e alcune divise della finanza. Condannato ad un anno e dieci mesi di reclusione, quando esce dal carcere per anoressia, nel marzo del 1981, trova Terza Posizione allo sbando con i giovani militanti abbandonati dai loro leader (i vari Fiore e Adinolfi) scappati all'estero per sottrarsi agli ordini di cattura della procura di Bologna nell'ambito dell'indagine per la strage di Bologna che ha portato in carcere una ventina di appartenenti per banda armata.
(Fascisteria di Ugo Maria Tassinari)

### La lotta armata con i NAR
Dopo la sua scarcerazione, per qualche tempo, si impegna a garantire ai latitanti di TP le condizioni per la loro sopravvivenza fornendo appoggi logistici e documenti falsi. In seguito, come molti altri militanti tippini che sfruttano la contiguità fra i due gruppi per darsi alla lotta armata attratti dallo spontaneisno armato dei NAR, incomincia anche lui ad impegnarsi nell'organizzazione di Valerio Fioravanti soprattutto sul fronte delle rapine.
In una di queste, ai danni della Banca Nazionale del Lavoro di Piazza Irnerio a Roma, il 5 marzo 1982, il commando con Nistri, Walter Sordi, Francesca Mambro, Giorgio Vale, Stefano Procopio, i fratelli Ciro e Livio Lai e Fabrizio Zani, i NAR vengono coinvolti in un violento conflitto a fuoco con le forze dell'ordine in cui rimane ucciso lo studente diciassettenne Alessandro Caravillani, colpito alla testa da una pallottola di rimbalzo. Anche Francesca Mambro viene gravemente ferita e, trasportata nel pronto soccorso dell'ospedale San Filippo Neri, verrà poi arrestata. Per la morte di Caravillani, Nistri verrà poi condannato all'ergastolo.
Il 31 maggio 1982 viene ucciso a Roma il pregiudicato romano Giuliano Deidda assassinato, secondo gli inquirenti, per non aver onorato l'impegno a fornire i documenti per l'espatrio di un latitante dei Nar, Gilberto Cavallini. L'8 giugno, invece, durante un controllo di un'autovettura nei pressi dello Stadio Flaminio, a Roma vengono assassinati gli agenti di polizia Antonio Carretta e Franco Sammarco: disarmati e immobilizzati gli agenti vengono uccisi con alcuni colpi d'arma da fuoco alla nuca.
Accusato dal pentito Walter Sordi di entrambi gli omicidi (con la complicità di altri terroristi), il 28 giugno 1982 Nistri viene quindi arrestato. Nel processo congiunto che si svolge per acclarare le responsabilità dei due attentati, il 24 aprile 1986, la corte d'Assise di Roma condanna Nistri alla pena di tre ergastoli.
Al termine di un lungo e complicato iter processuale Nistri è assolto per l'omicidio Deidda e condannato all'ergastolo per il duplice omicidio dei poliziotti del Flaminio.